# Max Pescatori
Massimiliano „Max“ Pescatori (* 22. Januar 1971 in Mailand) ist ein professioneller italienischer Pokerspieler. Er trägt den Spitznamen The Italian Pirate (deutsch der italienische Pirat) und ist vierfacher Braceletgewinner der World Series of Poker.

## Persönliches
Pescatori stammt aus Mailand. Er lebt in Las Vegas.

## Pokerkarriere

### Werdegang
Pescatori fing im jungen Alter mit Familie und Freunden an, Poker zu spielen. Im Jahr 1999 begann er seinen Lebensunterhalt mit der Variante Seven Card Stud zu verdienen. Nachdem ihn befreundete Spieler zum Texas Hold’em brachten, intensivierte er sein Spiel und erzielte Anfang Juni 2002 seine erste Geldplatzierung bei einem Live-Turnier. Bei Turnieren trägt er häufig Fußballtrikots der italienischen Nationalmannschaft oder des AC Mailand.
Im Jahr 2004 spielte er erstmals bei der World Series of Poker in Las Vegas. Sein erstes größeres Preisgeld erspielte sich Pescatori am 14. August 2004 mit dem Sieg beim Legends of Poker in Los Angeles in Höhe von mehr als 100.000 US-Dollar. Im Juli 2006 siegte er erstmals bei einem Turnier der WSOP und sicherte sich ein Bracelet sowie knapp 700.000 US-Dollar Preisgeld. Sein zweites Bracelet ergatterte Pescatori im Juni 2008 bei einem gemischten Hold’em- und Omaha-Turnier. Bei der WSOP 2015 war er gleich zweimal erfolgreich und gewann Turniere in Seven Card Razz und Seven Card Stud Hi-Low.
Insgesamt hat sich Pescatori mit Poker bei Live-Turnieren mehr als 4,5 Millionen US-Dollar erspielt und ist damit hinter Mustapha Kanit und Dario Sammartino der dritterfolgreichste italienische Pokerspieler. Von April bis November 2016 spielte Pescatori als Teammanager der Rome Emperors in der Global Poker League, verpasste mit seinem Team jedoch die Playoffs.

### Braceletübersicht
Pescatori kam bei der WSOP 122-mal ins Geld und gewann vier Bracelets:
| Jahr | Buy-in (in $) | Turnier                                        | Teilnehmer | Preisgeld (in $) |
| ---- | ------------- | ---------------------------------------------- | ---------- | ---------------- |
| 2006 | 02.500        | No-Limit Hold’em                               | 1290       | 682.389          |
| 2008 | 02.500        | Pot-Limit Holdem/Omaha                         | 0457       | 246.471          |
| 2015 | 01.500        | Razz                                           | 0462       | 155.947          |
| 2015 | 10.000        | Seven Card Stud Hi-Lo 8 or Better Championship | 0111       | 292.158          |